# Pseudozonitis pallidus
Pseudozonitis pallidus är en skalbaggsart som beskrevs av Dillon 1952. Pseudozonitis pallidus ingår i släktet Pseudozonitis och familjen oljebaggar. Inga underarter finns listade i Catalogue of Life.